# 長尖明葉蘚
長尖明葉蘚（学名：Vesicularia reticulata）为樹生蘚科明葉蘚屬下的一个种。